# Themira arctica
Themira arctica är en tvåvingeart som först beskrevs av Becker 1915.  Themira arctica ingår i släktet Themira och familjen svängflugor. Arten är reproducerande i Sverige. Inga underarter finns listade i Catalogue of Life.